# Piet Bakker
Pieter Oege (Piet) Bakker (Rotterdam, 10 augustus 1897 – Amsterdam, 1 april 1960) was een Nederlands journalist en schrijver. Hij was medeoprichter van het tijdschrift Elsevier.
Zijn bekendste verhalen gaan over de belevenissen van het straatjochie Ciske Vrijmoeth, alias de Rat. Ciske de Rat verscheen in meer dan tien landen in vertaling en in 1984 werden Ciskes avonturen voor de tweede keer verfilmd. In 2016 werd in Amsterdam Nieuw-West een brug naar Bakker genoemd.

## Jeugd
Piet Bakker werd in de Rotterdamse wijk Feijenoord geboren, maar verhuisde al in 1906 naar de Amsterdamse wijk de Pijp. Vijftien jaar lang woonde hij in de Van Ostadestraat waar hij de lagere school op nr. 102 doorliep. Na de zesde klas deed hij een vervolgopleiding aan de Plantage Muidergracht en leerde tegelijkertijd Engels aan de avondschool.

## Onderwijzer en journalist
Op zijn veertiende werd Bakker toegelaten tot de Normaalschool. Hij behaalde er zijn onderwijzersakte in 1917 en werd benoemd tot onderwijzer in de gemeente Haarlemmermeer. Twee jaar lang werkte hij daar op een dorpsschooltje tussen Sloten en de Nieuwe Meer.
Het werk beviel hem niet echt en via een tip van een corrector bij het dagblad De Telegraaf kwam Piet Bakker in de krantenwereld terecht. Hij werkte een tijdje als corrector voor De Telegraaf en solliciteerde in 1921 naar een baan als corrector-verslaggever bij Het Volk. Bij deze krant zou hij twintig jaar blijven. In 1924 werd hij benoemd tot tweede correspondent in Den Haag, om achtereenvolgens kunstredacteur, verslaggever en bureauredacteur te worden. Bakker schreef in die tijd ook voor De Notenkraker en werkte aan zijn eerste boeken.

## De bezettingsjaren
Toen in mei 1940 Nederland werd bezet door Nazi-Duitsland, werden de kranten gelijkgeschakeld. Er was geen persvrijheid meer; kranten moesten schrijven wat de bezetter voorschreef. Bakker raakte in gewetensnood en toen zijn collega, de joodse kunstredacteur Paul F. Sanders, werd ontslagen, nam ook Bakker ontslag. Om in zijn onderhoud te voorzien werkte hij mee aan diverse kranten en tijdschriften. Hij liet een ondergedoken joodse journaliste onder zijn naam publiceren in het Utrechts Nieuwsblad. Om haar te beschermen bleef Bakker ook lid van het Verbond van Nederlandse Journalisten. Toen op 1 juli 1944 het Utrechtsch Nieuwsblad werd verboden, liet Piet Bakker zich als journalist uitschrijven.

## Ciske de Rat
Bij De Telegraaf schreef Bakker enige cursiefjes over een “Kwekeling met akte”. Uitgeverij Elsevier vroeg hem om deze cursiefjes tot een roman om te werken. De roman kreeg als titel Ciske de Rat en verscheen in 1942. Het boek was direct een succes en er werden 50.000 exemplaren van verkocht. Het vervolg: Ciske groeit op verscheen in 1945. De trilogie werd in 1946 voltooid met Cis de man.

## Na de oorlog
Na de oorlog publiceerde Bakker nog in Het Vrije Volk, maar koos later definitief voor Elseviers Weekblad. Voor dit blad maakte hij veel reisreportages, vaak in gezelschap van de tekenaars Jo Spier, Eppo Doeve en Cees Bantzinger. Hij bleef tot aan zijn onverwachte dood – hij overleed aan een hartaanval in zijn auto – aan Elseviers Weekblad verbonden.
Piet Bakker schreef ook voor Douwe Egberts teksten voor reisalbums (waarvoor met waardepunten de plaatjes besteld konden worden), zoals: Naar de tropen, België en Luxemburg, Groot-Brittannië en Bali in kleuren.